# Stéphane Bellesini
Stéphane Bellesini (Trente, 25 novembre 1774 - Genazzano, 2 février 1840) ou Étienne Bellesini est un prêtre italien de l'ordre de Saint-Augustin reconnu bienheureux par l'Église catholique. Il est le premier curé élevé aux honneurs des autels.

## Biographie
Bellesini naît le 25 novembre 1774 à Trente, alors capitale de la Principauté épiscopale de Trente. Malgré l'opposition de son père, il entre en 1790 dans l'ordre de Saint-Augustin au couvent de Saint-Marc de Trente et fait son noviciat à Bologne où il prononce ses vœux religieux, il est ensuite envoyé à Rome pour ses études de philosophie et de théologie, puis retourne en Bologne.
En 1797, l'armée d'Italie envahit les États pontificaux et ordonne l'expulsion des religieux qui ne sont pas de l'État romain, il doit donc revenir à Trente où il est ordonné prêtre en 1797. En 1809, un édit supprime les ordres religieux dans le Tyrol, il ouvre une école où il se consacre à l'éducation des enfants pauvres.
Cependant la vie religieuse lui manque et en 1814, sachant que Pie VII, de retour à Rome, restaure les ordres religieux dans les États pontificaux, il se rend en secret dans les États du pape car il n'a pas de passeport, c'est seulement lorsqu'il arrive à Ferrare que le cardinal Spina lui en fournit un pour Rome. Arrivé dans la ville éternelle, le père Rotelli, prieur général de l'ordre lui confie le poste de maître des novices. En 1826, le pape Léon XII rétablit le couvent de Genazzano où se trouve le sanctuaire de Notre Dame du Bon Conseil, Bellesini demande à intégrer ce couvent ce qui lui est accordé, il devient le curé du sanctuaire pendant 9 ans jusqu'à sa mort le 2 février 1840. 

## Béatification
Sa cause de béatification est introduite le 10 janvier 1852, le pape Léon XIII le reconnaît vénérable le 14 mai 1896, Pie X le béatifie le 27 décembre 1904. Ses restes mortels sont conservés dans le sanctuaire de la Vierge du Bon Conseil à Genazzano.